# Хламово (Рязанская область)
Хламово — село в Старожиловском районе Рязанской области России, входит в состав Гребневского сельского поселения.

## География
Село расположено в 6 км на восток от центра поселения села Гребнево и в 23 км на северо-восток от райцентра рабочего посёлка Старожилово. 

## История
Хламово в качестве деревни упоминается в приправочных книгах Каменского стана 1597-98 годов, где сказано, что за Проней Григорьевичем Литвиновым четверть деревни Хламовой, что была вотчина Ивана Федоровича Язвецова, четверть той деревни в поместье за вдовою Прасковьей Гавриловной Аргуновой с детьми, а половина той деревни в вотчине за Иваном Ивановичем Язвецовым писано за ним в вотчинных книгах, «а за Пронькою с братией пашни паханные добрые земли 20 четвертей да наезжие пашни 60 четвертей с осминой, сена по речке по Хламове и меж пол со вдовой Прасковьей Гавриловной Аргуновой опричь вотчинников 150 копен, лесу пашенного и присады 22 десятины с полудесятиной». В писцовых книгах поместных и вотчинных земель в Каменском стане 1628–29 годов и в платежных Рязанских книгах за те же года Хламово значится также деревней. В окладных книгах 1676 года Хламово значится уже селом с церковью св. пророка Ильи, при которой церковной пашни было 30 четвертей в поле, сенных покосов на 30 копен. В приходе к той церкви в том селе Хламове и в 7 деревнях - 36 дворов помещиков дворян и детей боярских, 4 двора задворных слуг, 30 дворов крестьянских, 4 двора бобыльских и всего 76 дворов. Деревянная Ильинская церковь в селе построена в 1763 году и возобновлена в 1822 году помещиком Алексеем Тимофеевичем Мокринским. В документах ГУ РО ГАРО за 1915 год указано, что каменная церковь с таковою же колокольней во имя Святого Пророка Божия Илии была построена в селе Хламове в 1908 году на средства и пожертвования священника того села Петра Рославлева. Престол в ней был один в правом приделе во имя Казанской Божией Матери.
В XIX — начале XX века село входило в состав Чернобаевской волости Пронского уезда Рязанской губернии. 
С 1929 года село являлось центром Хламовского сельсовета Старожиловского района Рязанского округа Московской области, с 1937 года — в составе Рязанской области, с 1944 года — в составе Букринского района, с 1956 года — в составе Старожиловского района, с 2005 года — в составе Гребневского сельского поселения.

## Население
| 1859 | 1906 | 2010 |
| ---- | ---- | ---- |
| 498  | ↗525 | ↘2   |

## Достопримечательности
В селе расположена действующая Церковь Илии Пророка (1908). 